# Philipp Ernst
Pour les articles homonymes, voir Ernst.
Philipp Ernst, (1862-1942), est un peintre allemand, père du célèbre artiste surréaliste Max Ernst.

## Généalogie
Marié avec Luise Kopp, ils eurent plusieurs enfants dont Max né le 2 avril 1891, puis une fille, Apollonia Wilhelminia Helena Maria (Loni), née le 5 janvier 1906. Loni épousa en 1934 Lothar Pretzell, tous les deux furent historiens d'art.

## Œuvres
- Loni au chevalet, 1912, collection privée.
- Autoportrait, 1933, collection privée.
- Loni Pretzell, 1937, collection privée.

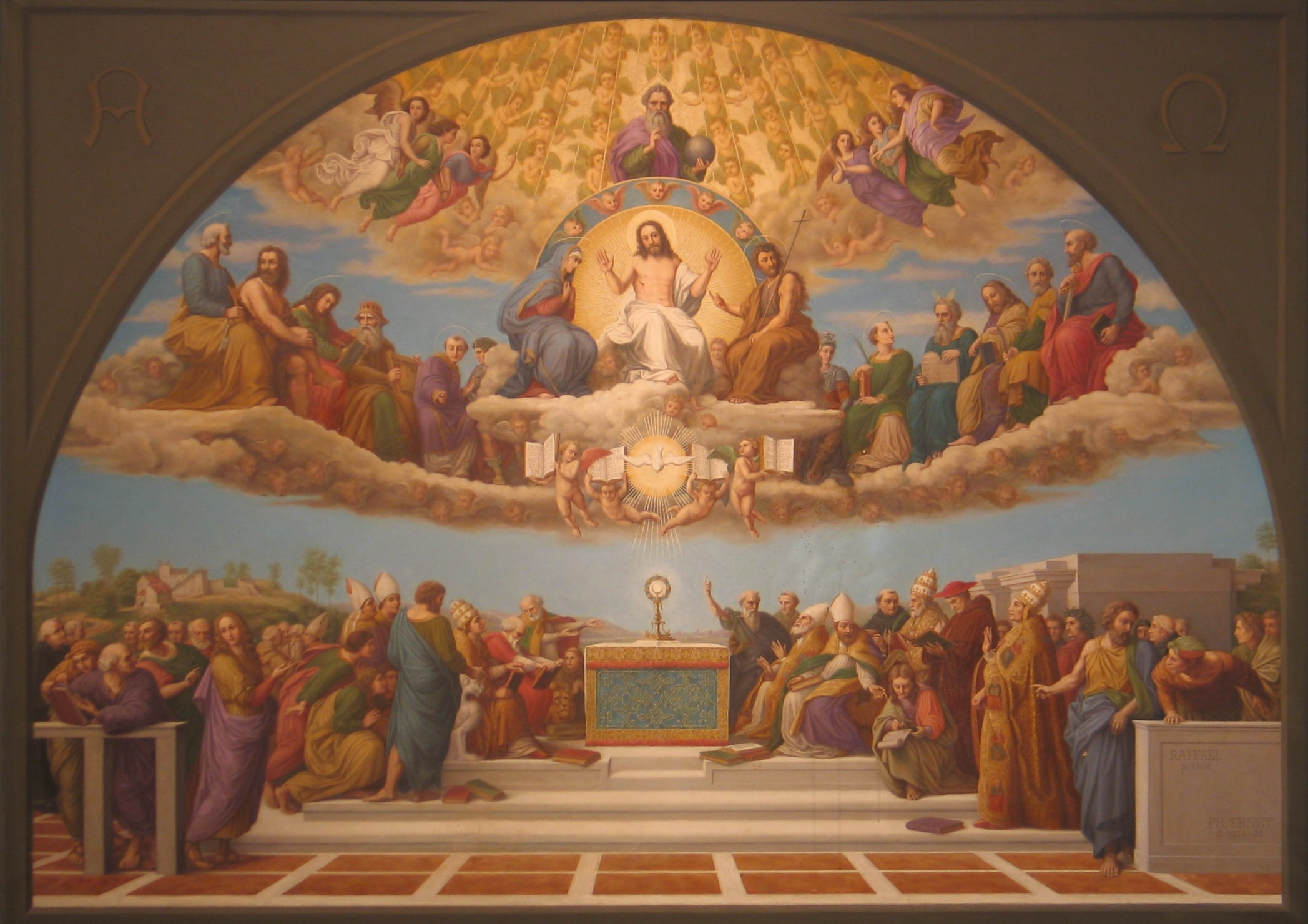
Philipp Ernst, La dispute d'après Raphael, huile sur toile, 145 x 205 cm (1924-1932)
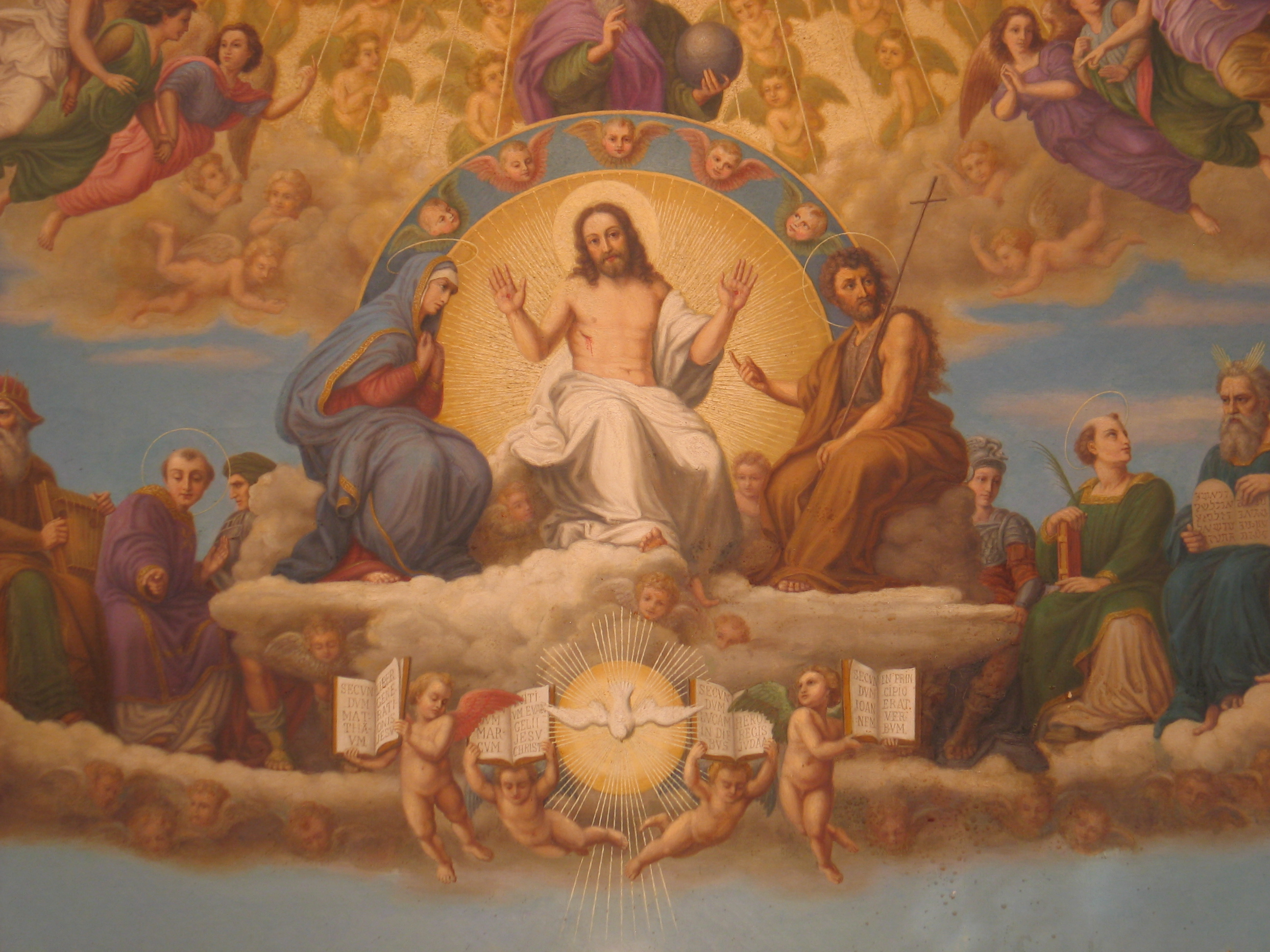
Philipp Ernst, détail du tableau La dispute